# Bayerische LE
Die Dampflokomotiven der Gattung LE waren Schmalspurlokomotiven der Königlich Bayerischen Staatseisenbahnen.

## Geschichte
Die Fahrzeuge wurden für die meterspurige Strecke zwischen Eichstätt-Stadt und Eichstätt-Bahnhof angefertigt. 1885 beschaffte die Bahn zwei Exemplare, 1892 ein drittes. Nachdem die 5,2 Kilometer lange Strecke über Eichstätt hinaus auf 30 Kilometer verlängert wurde, kamen 1898 und 1900 zwei weitere Maschinen hinzu. Die Fahrzeuge trugen die Bahnnummern I–V.
Da es die einzigen Meterspurloks der Bayerischen Staatsbahn waren, wurden sie nicht in das Klassifizierungsschema eingeordnet, sondern als LE (Lokalbahn Eichstätt) bezeichnet.
Die Deutsche Reichsbahn übernahm 1925 alle fünf Maschinen als Baureihe 9907 mit den Nummern 99 071–99 075. Die ersten beiden Lokomotiven wurden bereits 1932 ausgemustert, die anderen drei 1935, nachdem die Strecke vollständig auf Normalspur umgebaut war.

## Technische Merkmale
Die Maschinen entsprachen einem bei Krauss mehrfach in ähnlichen Abmessungen gebauten Typ, unter anderem für die Feldabahn, spätere Preußische T 31, werksintern als XXXV bezeichnet.
Die Lokomotiven hatten einen genieteten Blechrahmen mit Wassertank. Der kurze genietete Langkessel bestand aus zwei Schüssen. Auf dem Kessel saßen der Dampfdom, zwei Federwaage-Sicherheitsventile und ein Sanddom, von wo aus die erste Achse gesandet wurde. Der Flachschieber wurde durch eine Allan-Steuerung betätigt, der Zylinder saß waagerecht, die Treibstange wirkte auf die dritte Achse. Bei den ersten Lokomotiven war das Triebwerk wegen der Straßenbenutzung auch verkleidet, es wurde erst etwa 1908 abgebaut. Die Kohlebehälter waren vor dem Führerhaus angeordnet. Mitgeführt wurden von den Maschinen 1,77 m³ Wasser und 0,65 Tonnen Kohle. Auf dem Dach war ein Handläutewerk angebracht, die Lokomotiven hatten Petroleumbeleuchtung.
Nach dem Umbau auf Druckluftbremse saß die Luftpumpe vorne rechts neben der Rauchkammer, rechts und links neben dem Kessel waren die Luftbehälter untergebracht. Am Schornstein war der Schalldämpfer befestigt. Außerdem war eine Riggenbach-Gegendruckbremse vorhanden.